# Jessica Mink
Jessica Mink (anteriorment Douglas John Mink) és una desenvolupadora de programari i arxivera estatunidenca a la Harvard-Smithsonian Center for Astrophysics. Mink va formar part de l'equip que va descobrir els anells al voltant del planeta Urà.
Mink va néixer a Lincoln, Nebraska en el 1951 i es va graduar a la Dundee Community High School en el 1969. Mink va obtenir un grau S.B. (1973) i el S.M. (1974) en Ciència Planetària del Massachusetts Institute of Technology (MIT). Va exercir com a funcionari i director de la Massachusetts Bicycle Coalition i ha estat el planificador de rutes de la part de Massachusetts de l'East Coast Greenway des del 1991. Actualment viu a Massachusetts (EUA), i té una filla anomenada Sarah.